# اوبرویل-لا-مانوئل
اوبرویل-لا-مانوئل (به فرانسوی: Auberville-la-Manuel) یک کمون در فرانسه است که در canton of Cany-Barville واقع شده‌است. اوبرویل-لا-مانوئل ۳٫۰۲ کیلومتر مربع مساحت دارد ۸۰ متر بالاتر از سطح دریا واقع شده‌است.